# Račín
Račín (in tedesco Ratschin) è un comune ceco situato nel distretto di Žďár nad Sázavou, nella regione di Vysočina.